# Seira
Seira è un comune spagnolo di 202 abitanti situato nella comunità autonoma dell'Aragona.